# جوني سترونغ
جوني سترونج (بالإنجليزية: Johnny Strong)‏ (و. 1979 – م) هو ممثل، وممثل أفلام، ومغني من الولايات المتحدة الأمريكية. ولد في لوس أنجلوس.

## وصلات خارجية
- جوني سترونغ على موقع IMDb (الإنجليزية)
- جوني سترونغ على موقع ألو سيني (الفرنسية)
- جوني سترونغ على موقع ميوزك برينز (الإنجليزية)
- جوني سترونغ على موقع أول موفي (الإنجليزية)
- جوني سترونغ على موقع قاعدة بيانات الأفلام السويدية (السويدية)
- جوني سترونغ على موقع قاعدة بيانات الفيلم (الإنجليزية)
- جوني سترونغ على موقع كينوبويسك (الروسية)